# Aglaeactis castelnaudii
Az Aglaeactis castelnaudii  a madarak osztályának sarlósfecske-alakúak (Apodiformes)  rendjébe és a kolibrifélék (Trochilidae) családjába tartozó faj.

## Rendszerezése
A fajt Jules Bourcier és Étienne Mulsant írta le 1848-ban, a Trochilus nembe, Trochilus Castelnaudii néven.

## Alfajai
- Aglaeactis castelnaudii castelnaudii (Bourcier & Mulsant, 1848)
- Aglaeactis castelnaudii regalis Zimmer, 1951[2]

## Előfordulása
Peru területén honos. Természetes élőhelyei a szubtrópusi és trópusi hegyi esőerdők.

## Megjelenése
Testhossza 12 centiméter. Tollazata barna, melle fehér, sötétebb mintázattal.

## Életmódja
Nektárral táplálkozik.

## Természetvédelmi helyzete
Az elterjedési területe kicsi, egyedszáma pedig csökken. A Természetvédelmi Világszövetség Vörös listáján mérsékelten fenyegetett fajként szerepel.